# Dongo (afrikansk mytologi)
Dongo är hos Songhayfolket i Västafrika ett andeväsen som orsakar åska genom att slunga sin yxa.